# Nether Burrow
Nether Burrow – osada w Anglii, w hrabstwie Lancashire. Leży 82 km na północ od miasta Manchester i 339 km na północny zachód od Londynu.